# Кельма

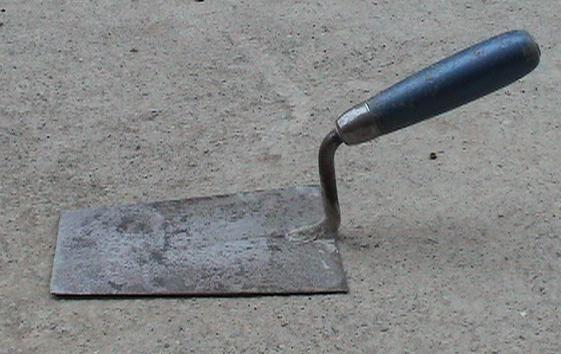
Кельма

Ке́льма, ке́льня (від нім. Kelle через пол. kielnia, рос. мастерок) — мулярський ручний інструмент; відшліфована з двох боків трикутна, півкругла або трапецієподібна металева лопатка особливої форми з ручкою. Призначена для розрівнювання розчину під час мурування, заповнення розчином вертикальних швів та вилучення з них надлишків розчину, для тинькування стін.

## Символіка
Є традиційним, відомим із Середньовіччя знаряддям праці мулярів, одним із містичних символів масонства.
Окрім цього завдяки своїй незамінності на будівництві стала символом будівництва взагалі, досить часто використовується у зображеннях логотипів будівельних компаній або організацій, пов'язаних з будівництвом.

## Різновиди
| Фото | Назва                      | Опис |
| ---- | -------------------------- | --- |
|      | Мулярська кельма           | Вживається під час мурування цегляних стін. Може мати різноманітну форму, але завжди масивніша і важча за інші типи кельм. Зазвичай має трикутну або трапецієподібну форму. Трапляються «англійські» кельми (з однією вигнутою крайкою) і «канадські» або «філадельфійські» (з двома вигнутими крайками). |
|      | Штукатурська кельма        | Кельма для штукатурних робіт легша за мулярську, має трапецієподібну, прямокутну форму полотна |
|      | Бетонярська кельма         | Під час мурування з використанням бетону застосовують кельму, що має трикутну форму |
|      | Кельма обробника           | Кельма для обробних робіт має прямокутне або злегка трапецієподібне полотно |
|      | Затиральна кельма          | Використовується штукатурами замість гладилки чи тертки для остаточного розрівнювання і залізнення штукатурки |
|      | Затиральна зубчаста кельма | Має полотно, споряджене зубцями. Призначена для розрівнювання потинькованої поверхні, а також для нанесення клейового розчину під час кладення кахлів |
|      | Кахлярська кельма          | Кельма для робіт з кахлями має трапецієподібну або краплеподібну форму |
|      | Розшивка                   | Інструмент у вигляді розрізаної уздовж сталевої трубки з ручкої зі твердої деревини. Уживається для оброблення й ущільнення швів. Муляри використовують два види розшивок — з увігнутою та опуклою поверхнями.                                                                                            |